# Gheorghe Tătărescu
Gheorghe I. Tătărescu, también conocido por su diminutivo Guță Tătărescu (Târgu Jiu, 2 de noviembre de 1886-Bucarest, 28 de marzo de 1957), fue un político rumano, dos veces primer ministro de su país (1934-1937 y 1939-1940), tres veces ministro de exteriores (interino en 1934 y 1938 y titular en 1945-1947) y ministro de defensa (1934). Representante de la facción llamada «jóvenes liberales» dentro del Partido Nacional Liberal) (PNL), Tătărescu comenzó su carrera como colaborador de Ion G. Duca, destacando por su anticomunismo y, más adelante, por su enfrentamiento con el dirigente del partido Dinu Brătianu y el ministro de Asuntos Exteriores Nicolae Titulescu. Durante su primer mandato se fue acercando a la postura del rey Carol II, desarrollando una política ambigua hacia la formación fascista de la Guardia de Hierro y finalmente desempeñando un papel crucial en el establecimiento de un régimen autoritario y corporativista basado en el Frente de Renacimiento Nacional. En 1940 aceptó la ocupación soviética de Besarabia y el norte de Bucovina, por la que hubo de dimitir.
Al comenzar la Segunda Guerra Mundial,  Gheorghe Tătărescu trató de reunir a las fuerzas políticas opuestas a la dictadura del mariscal Ion Antonescu y buscó la alianza con el Partido Comunista Rumano (PCR). Expulsado en dos ocasiones del PNL, en 1938 y en 1944, creó su propia agrupación, el  Partido Nacional Liberal de Tătărescu, que participó en el gobierno de coalición de Petru Groza, controlado por los comunistas. En 1946 y 1947 encabezó la delegación rumana en la Conferencia de Paz de París. Tras esto, sus relaciones con el partido comunista empeoraron, perdiendo la dirección del partido y el puesto en el gobierno al aparecer como implicado en el Caso Tămădău. Tras la toma del poder por los comunistas fue arrestado y encarcelado como prisionero político, llamado a declarar en el juicio contra Lucrețiu Pătrășcanu, muriendo al poco de ser liberado.
Miembro honorario de la Academia Rumana desde 1937, fue expulsado por las autoridades comunistas en 1948. Uno de sus hermanos, el coronel Ștefan Tătărescu, fue por un muy breve período dirigente de un grupúsculo nazi llamado Partido Nacional Socialista.

## Juventud y primeros cargos políticos
Nacido en Târgu Jiu, Tătărescu estudió en el Instituto Carol I de Craiova. Más tarde marchó a Francia donde obtuvo el doctorado por la Universidad de París (1912) con una tesis sobre el sistema parlamentario rumano (Le régime électoral et parlementaire en Roumanie). Trabajó luego como abogado en Bucarest y tuvo un hijo, Tudor, y una hija, Sanda (casada con el abogado Ulise Negropontes en 1940).
Tras afiliarse al  Partido Nacional Liberal (PNL), fue elegido diputado por primera vez en noviembre de 1919 por el condado de Gorj. Entre sus intervenciones más destacadas se encuentra la interpelación al ministro del Interior del Gobierno de coalición entre el Partido Nacional Rumano y el Partido Campesino, Nicolae L. Lupu, acerca de la permisividad gubernamental con la agitación socialista en el campo.
Se contó entre la fracción del partido que recibió el nombre de «jóvenes liberales», que apoyaba la libertad de comercio y un gobierno más autoritario sostenido por la figura del rey Carol II, en oposición tanto a los dirigentes de mayor edad del partido (defensores del proteccionismo y una democracia más liberal) como a la agrupación disidente encabezada por Gheorghe I. Brătianu (véase Partido Liberal Nacional-Brătianu).
Fue subsecretario de Interior en diversos Gobiernos liberales (siendo el primero el de Ion I. C. Brătianu de 1922-1926), y destacó como colaborador del dirigente liberal Ion G. Duca. Entre 1924 y 1936, al contrario de la posición que sostuvo tras la Segunda Guerra Mundial, mantuvo una actitud de intenso anticomunismo, oponiéndose al Partido Comunista Rumano (PCdR, más tarde PCR), recomendando y consiguiendo que fuese prohibido, basándose en la oposición de los comunistas a la ampliación territorial rumana tras la Primera Guerra Mundial («Gran Rumanía») y aduciendo que el apoyo del Comintern a la revuelta de Tatar-Bunar probaba el espíritu imperialista del comunismo.

## Primer gobierno

### Contexto
Tătărescu fue nombrado presidente del Gobierno en enero de 1934, tras el asesinato por los fascistas de la Guardia de Hierro del anterior primer ministro, Duca, el 30 de diciembre de 1933, después de un breve periodo de interinidad de cinco días con Constantin Angelescu al frente del Gobierno. Segundo Gobierno liberal durante el reinado de Carol, la incapacidad de este para lograr el respaldo del grupo mayoritario dentro del PNL hizo que el monarca se acercase al grupo de los «jóvenes liberales» al que pertenecía Tătărescu quien, a su vez, favorecía el proceso que llevaría a la implantación de la dictadura real. Una de las primeras medidas de Tătărescu al frente del Gobierno fue la destitución del alcalde de Bucarest, Dem I. Dobrescu, que contaba con el apoyo del opositor Partido Nacional Campesino y mantenía duros enfrentamientos con los liberales (18 de enero de 1934).
Su Gobierno constituyó una referencia en la historia de la economía rumana ya que, a pesar de la permanencia de problemas endémicos en el país (problema campesino), la superación de la peor fase de la Gran Depresión supuso una mejora de la prosperidad general del país, que alcanzó niveles nunca vistos hasta el momento. Esta situación se debió en parte a las políticas económicas defendidas por Tătărescu: el impulso del Estado al desarrollo económico, su conversión en un consumidor principal de la producción del país o la aceleración de la industrialización, controlada en gran parte por una camarilla cercana al rey compuesta por figuras como Aristide Blank, Nicolae Malaxa o Max Auschnitt.
Respecto al grave problema de la deuda campesina, su Gobierno aprobó una nueva ley de conversión a los pocos meses de ser constituido, más radical que la de los Gobiernos anteriores, que facilitaba su reducción y eliminación, aunque no solucionaba las causas del endeudamiento del campesinado. Una serie de medidas aprobadas para mejorar la situación del campo a lo largo de la legislatura fueron poco fructíferas, recobrándose ligeramente el estado del agro más por la mejora general de la economía que por las acciones gubernamentales. El interés del Ejecutivo se centró en la industria y el comercio, siendo la agricultura secundaria en sus prioridades, pese a su gran importancia social. La trágica situación de los millones de campesinos pobres que contaban con menos de tres hectáreas de terreno, insuficientes para su sustento y con riesgo de disminución de sus propiedades por herencia, apenas recibió atención alguna del Consejo de Ministros.
A la vez, la figura del primer ministro era frecuentemente ridiculizada por su supuesta sumisión a los deseos de Carol. Según el socialista Petre Pandrea, contrario al primer ministro:

Tătărescu mantenía una pose ceremoniosa para ocultar su servilismo. Al abandonar las audiencias con el rey se retiraba haciendo una reverencia y avanzando de espaldas a la puerta, sin atreverse a dar la espalda al rey.[...] Observándole [...] Carol comentó a sus ayudantes: "¡Lástima que mi trasero no sea lo suficientemente grande para que puedan besarlo todos los políticos!"

Entre otros servicios al rey, medió entre este y su hermano el príncipe Nicolás, al que pidió que renunciase bien a su matrimonio con Ioana Dumitrescu-Doletti (unión a la que se oponía Carol y que las autoridades rumanas no habían reconocido) o a su título principesco, opción que eligió Nicolás en 1937.
En el partido, Tătărescu fue perdiendo autoridad frente a Dinu Brătianu, elegido dirigente de compromiso para mantener la unidad de la agrupación gracias al respaldo de la dirección tradicional del partido. Tras su elección, Brătianu declaró:

Esta vez, como las anteriores, hubiese retirado mi candidatura sin problemas si estuviese seguro que otro candidato del partido podría lograr el apoyo unánime del votante.

La oposición entre ambos políticos se mantuvo durante los dos años siguientes hasta que, en el congreso de julio de 1936, el partido eligió a Tătărescu secretario general, el segundo puesto más relevante de la formación.

### Política europea
En política exterior, Tătărescu hubo de mantener el equilibrio entre dos intereses contrapuestos: la alianza antisoviética con Polonia y el reforzamiento de la Pequeña Entente y el uso del apoyo soviético para limitar la extensión de la influencia de la Alemania nazi en la región, que aumentaba el riesgo revisionista, contrario a los intereses territoriales rumanos.
En agosto de 1936, sustituyó a Nicolae Titulescu como ministro de Asuntos Exteriores, colocando en su lugar a Victor Antonescu. Este cambio produjo gran sensación y la protesta de la mayoría del cuerpo diplomático rumano, contrario a la medida. En los meses siguientes, casi todos los partidarios de Titulescu fueron destituidos: Nicolae Lahovary fue enviado a Albania; Caius Brediceanu, a Austria; Dimitrie I. Ghika, a Bélgica; Vasile Stoica, a Bulgaria; Theodor Emandi, a Checoslovaquia; Raoul V. Bossy, a Finlandia; Constantin Langa-Rășcanu, a Grecia; Vasile Grigorcea, a Hungría; Grigore Constantinescu, a Irán; Ion Aurel Vassiliu, a Japón; Constantin Antoniade, a la Sociedad de Naciones; Dimitrie Drăghicescu, a México; Constantin Vișoianu, a Polonia; Mihail Boerescu, a Suiza; Eugen Filotti, a Turquía; y Alexandru Gurănescu, a Yugoslavia. Mientras, sus adversarios, como Antoine Bibesco, volvieron a recibir cargos oficiales. Bibesco más tarde visitó Francia y el Reino Unido con la intención de asegurar a los dos países que el cambio no suponía modificación alguna de las alianzas exteriores de Rumanía. Su propio partido, no obstante, acusó a Tătărescu de abandonar la política tradicional del país.
A comienzos de 1937, Tătărescu rechazó la propuesta del ministro de Asuntos Exteriores polaco, Józef Beck, de retirar el apoyo de los dos países a Checoslovaquia y tratar de lograr una reconciliación con Hungría. Al año siguiente, sin embargo, Rumanía se desentendió de los checoslovacos, declarando justo antes de la firma de los Acuerdos de Múnich no encontrarse en situación de garantizar las fronteras checoslovacas. Estas maniobras se vieron acompañadas por los intentos de los checoslovacos de reforzar la Pequeña Entente y las relaciones con los soviéticos. La publicación de un volumen por parte del embajador checoslovaco en Rumanía, Jan Šeba, en el que defendía una mayor cooperación entre la Pequeña Entente y los soviéticos, a pesar de la tensa relación entre estos y Rumanía por la disputa por Besarabia, y expresaba su deseo de ver a la Unión Soviética extenderse por los territorios occidentales de Bielorrusia (territorio polaco) y Ucrania (perteneciente a Polonia y Rumanía) desató la indignación del Gobierno rumano, que consiguió el relevo de Šeba tras una visita de Tătărescu al primer ministro checoslovaco Milan Hodža. El ministro de Asuntos Exteriores, Kamil Krofta, fue también muy criticado por haber escrito el prólogo de la obra.

### Enfrentamiento con la Guardia de Hierro
Respecto a la Guardia de Hierro, Tătărescu decidió abandonar prácticamente toda medida contra la agrupación, copiando incluso algunos de sus mensajes, y concentrarse en la supresión de las actividades del partido comunista, prohibiendo sus organizaciones de estilo «Frente Popular» en noviembre de 1934 (véase Amicii URSS) La relación del propio monarca con la formación de Codreanu durante el periodo de gobierno de Tătărescu fue ambigua.
En 1936, diecinueve comunistas, entre ellos Ana Pauker, fueron juzgados con gran publicidad y condenados.
En abril de 1936 Tătărescu y su ministro del Interior Ion Inculeț permitieron la celebración de un congreso de juventudes en Târgu Mureș, aún a sabiendas de que encubría una reunión fascista. Los delegados, que viajaron en trenes suministrados por el Gobierno, destrozaron la placa en memoria del primer ministro Ion Duca, asesinado a manos de sus correligionarios en 1933, en la estación de Sinaia y, a su llegada a Târgu Mureș, presentaron su orden del día, extremadamente antisemita. Probablemente en esta reunión se organizaron las bandas que cometieron el asesinato de Mihai Stelescu, antiguo partidario de la Guardia y distanciado entonces de ella, en junio del año siguiente.
En febrero de 1937, comenzó una intensa campaña propagandística de la Guardia con los inmensos funerales de Ion Moța y Vasile Marin en Bucarest (caídos en la guerra civil española) y que culminó con el ataque contra Traian Bratu, rector de la Universidad de Iași por parte de estudiantes pertenecientes a la Guardia, lo que llevó al primer ministro a clausurar las universidades rumanas.
Avanzado el año, el afianzamiento de la colaboración entre Tătărescu y el rey y el éxito de aquel en atraer parte del voto nacionalista que hasta ese momento había ido a parar a la Guardia facilitaron el acuerdo entre esta, el Partido Campesino Nacional (PNȚ, principal grupo democrático de la oposición) y los disidentes liberales del Partido Nacional Liberal-Brătianu con el fin de dificultar la manipulación de las elecciones por parte del monarca y su primer ministro, como era tradicional en Rumanía. El Partido Comunista, ilegal, acabó apoyando el acuerdo tras haber decidido respaldar al PNȚ en las elecciones. Por su parte, los acuerdos de Tătărescu con la formación fascista Frente Rumano y con el Partido Alemán suscitaron las críticas de sus adversarios dentro del partido.
Las elecciones de 1937 originaron una situación inaudita en Rumanía: aunque el partido del Gobierno logró una mayoría de votos (cerca del 36 %), no logró el mínimo necesario (40 %) para obtener la amplia mayoría absoluta que la ley garantizaba a la formación política que llegase al umbral requerido. Dado el crecimiento del voto de ultraderecha a la Guardia (que se había presentado como el Partido Todo por la Patria y había recibido el 15,6 % de los votos) Carol temió la formación de un Gobierno de esta que le impediría seguir manejando los hilos de la política nacional. Decidió entonces encargar la formación de gobierno a la agrupación Partido Cristiano Nacional del poeta Octavian Goga (de ultraderecha antisemita pero opuesto a la Guardia) en diciembre.
Tătărescu dimitió de sus cargos en el partido salvo de la secretaría general, aunque Gheorghe I. Brătianu, recién readmitido en la formación, lo arrinconó al ser nombrado para el nuevo cargo de vicepresidente del PNL el 10 de enero de 1938. Tras el fracaso del intento de Goga de frenar a sus adversarios de la oposición, el rey, con el apoyo de Tătărescu, optó por disolver los partidos políticos (30 de mayo de 1938) y establecer una dictadura real creando una única formación política, el Frente de Renacimiento Nacional.

## Segundo gobierno

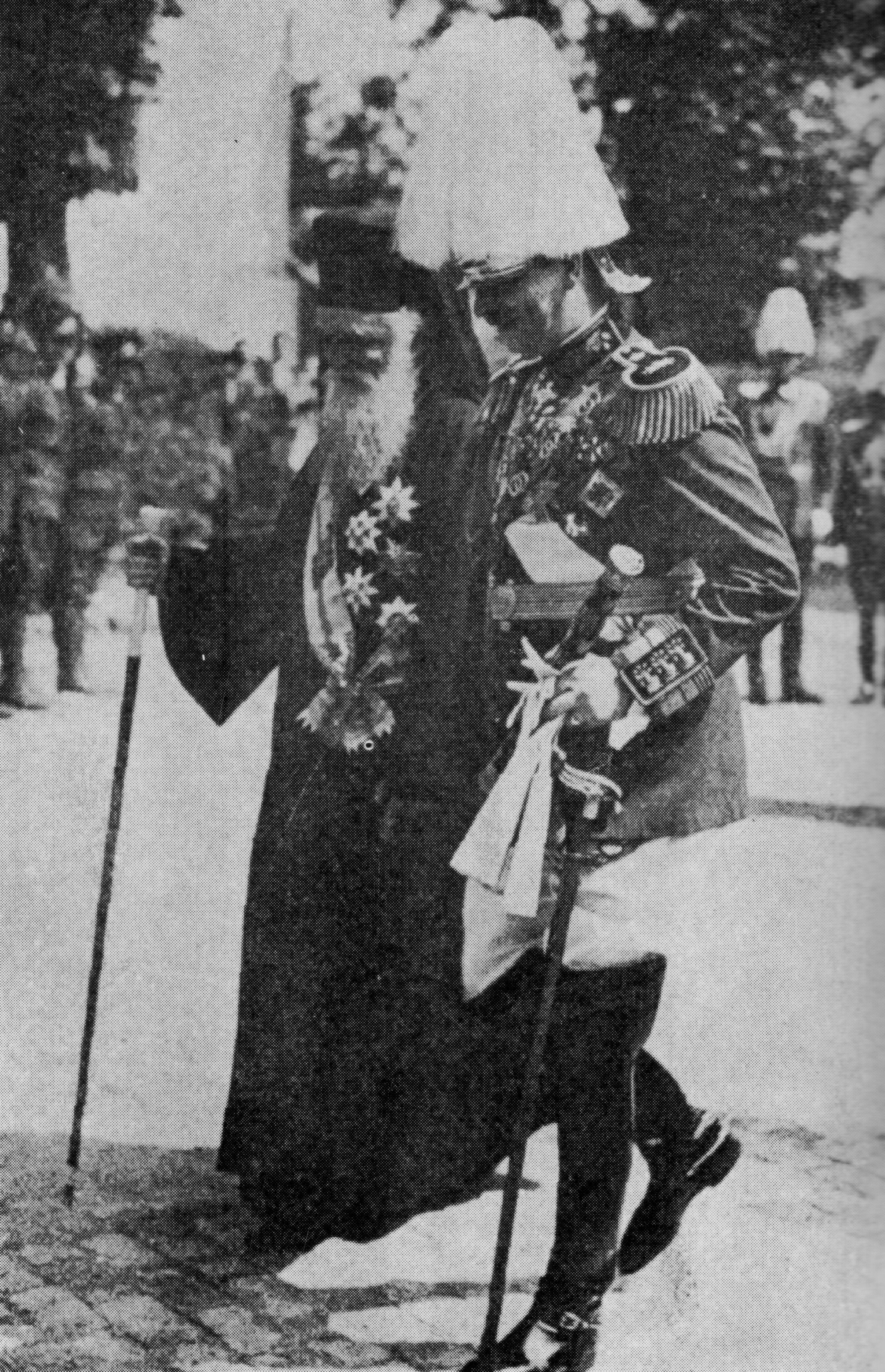
Carol II junto al patriarca ortodoxo Miron Cristea, primer ministro del primer gabinete de la dictadura real, que Tătărescu apoyó.

Tătărescu decidió apoyar el nuevo régimen mientras el PNL, al igual que el PNȚ, seguían manteniendo sus organizaciones a pesar de haber sido ilegalizados, ya que el Gobierno decidió no disolverlas. Al haber firmado el decreto que prohibía los partidos, Tătărescu fue expulsado del PNL en abril de 1938, acto por el que protestó. Se supone que su expulsión se debió a la recomendación del dirigente del PNȚ Iuliu Maniu, que fue el aliado político más cercano a Dinu Brătianu (adversario de Tătărescu) durante los años siguientes.
El 9 de diciembre de 1938, Tătărescu fue nombrado embajador en Francia.
Tras su vuelta al poder el 24 de octubre de 1939, Tătărescu se destacó por el respaldo que ofreció al escultor modernista Constantin Brancusi, al que subvencionó con fondos estatales para que construyese su complejo «La columna infinita» en Târgu Jiu, acabado en octubre de 1938.
Junto a Alexandru Vaida-Voevod y a Constantin Argetoianu (al que había sucedido al frente del Gobierno), Tătărescu fue una de las figuras más destacadas entre los políticos que decidieron apoyar el régimen real. Tras el aplastamiento cruento de la Guardia, el Frente trató de unir a las fuerzas políticas en un Gobierno de unidad nacional que había de apoyar la política internacional del monarca, en una situación complicada ante el estallido de la Segunda Guerra Mundial. En 1945 Tătărescu declaró que estaba convencido de que el régimen autoritario beneficiaba al país y de que Carol había tratado de mantener a Rumanía fuera del conflicto. El segundo gabinete de Tătărescu trató de llevar a cabo este objetivo, pero no contó con el respaldo de los partidos tradicionales. El nombramiento de Tătărescu reforzaba la política de neutralidad del rey: era conocido por su anterior gobierno que contó con Nicolae Titulescu, favorable a las potencias occidentales, mientras que, a la vez, hacía tiempo que abogaba por una mayor colaboración económica con Alemania. Al embajador alemán le comunicó su intención de mantener efectivamente la neutralidad del país mientras reforzaba la cooperación económica con Alemania, declarando además:

Los fundamentos de mi política se basan en que el peligro que amenaza a Rumanía proviene de Rusia y que el único país que puede ayudar a Rumanía es la Gran Alemania... Hace tiempo que Rumanía sabe que la garantía anglo-francesa no tiene valor y que la salvación ha de venir de Alemania.

La cooperación económica con Alemania, sin embargo, se vio dificultada por los intentos de los Aliados de menguar en lo posible el petróleo rumano que llegaba a Alemania, para lo que contaban con su control de tres cuartas partes de la producción petrolífera y su capacidad de compra en divisas que hacía crecer los precios, cada vez más prohibitivos para el Reich. Durante los primeros meses del invierno de 1939, el suministro de petróleo rumano al Reich decayó. En diciembre, ante las protestas alemanas por la reducción del suministro y la alarma rumana por el ataque soviético a Finlandia, el Gobierno de Tătărescu se apresuró a tomar medidas favorables a los alemanes.
En abril de 1940, el rey, con la ayuda de Ernest Urdăreanu y Mihail Ghelmegeanu, reanudó sus contactos con la Guardia de Hierro, muy debilitada ya por la persecución gubernamental.
Tătărescu permaneció al frente del Gobierno durante el resto de la «guerra de mentira» en el frente occidental, hasta la derrota de Francia. Su Gobierno firmó un acuerdo económico con Alemania por el que casi todas las exportaciones rumanas se dirigirían a este país. La derrota francesa conllevó la disolución de la alianza entre Rumanía, Francia y el Reino Unido, pero su Gobierno cayó por otros motivos: el ultimátum soviético que llevó a la cesión a la Unión Soviética de Besarabia y del norte de Bucovina (en parte consecuencia del Pacto Ribbentrop-Mólotov) y el intento de última hora de Carol de congraciarse con los alemanes. Carol sustituyó a Tătărescu por  Ion Gigurtu y transformó el Frente en el Partido de la Nación, de carácter totalitario.

## La guerra mundial

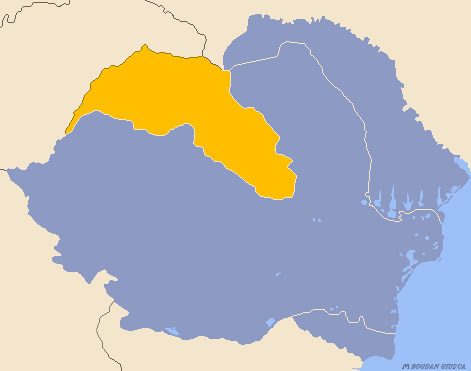
La «Gran Rumanía» de entreguerras, con el norte de Transilvania cedido a Hungría en amarillo.

Tras el Segundo arbitraje de Viena (por el que Rumanía cedió el norte de Transilvania a Hungría), se evidenció la incapacidad de Carol de mantener la neutralidad del país y el territorio nacional. El Gobierno quedó en manos de una dictadura de coalición entre el general Ion Antonescu y la Guardia de hierro, que proclamó la creación del Estado Nacional Legionario. Cinco años más tarde Dinu Brătianu acusó a Tătărescu de ser el responsable de los acontecimientos, dirigiéndose a él así:

Le recuerdo que usted [...] contribuyó directamente en 1940 al llevar a cabo una política exterior que, incluso entonces estaba claro, fue funesta y nos llevó al detestable acuerdo de Viena, que usted defendió en el Consejo Real [...]."

El 26 de noviembre de 1940, la Guardia de Hierro asesinó en la cárcel de Jilava a varios destacados políticos que habían servido en el régimen de Carol (tras una investigación sobre el homicidio de su fundador Corneliu Zelea Codreanu en 1938). Tătărescu y Constantin Argetoianu, que habían sido arrestados en una segunda ola de detenciones, salvaron la vida gracias a la intervención de la policía, que los liberó de los paramilitares de la Guardia, que planeaban asesinarlos.
Apartado de la política durante la guerra, apoyó inicialmente la dictadura proalemana del general Ion Antonescu. Dinu Brătianu, que se opuso a Antonescu, menciona una visita oficial a Besarabia, tras la recuperación de la región al comienzo de la Operación Barbarroja, en la que Tătărescu acompañó a Antonescu, «haciendo causa común con esta acción belicosa». En esa época, su hija Sandra Tătărescu Negropontes sirvió como conductora de ambulancias en la Cruz Roja rumana.

Rumanía durante la Segunda Guerra Mundial, tras la pérdida del norte de Transilvania (Primer arbitraje de Viena), del sur de Dobrudja (Tratado de Craiova), la recuperación de Besarabia y del norte e Bucovina y de la ocupación de Transnistria.

Hacia el final de la guerra, Tătărescu participó en las negociaciones que trataron de lograr la retirada de Rumanía del conflicto. A la vez que trataba con el PCR, intentó lograr apoyos internacionales para la postura de Rumanía ante la inevitable derrota, carteándose con Edvard Beneš, presidente del Gobierno checoslovaco en el exilio en Gran Bretaña. Beneš, que ya había tratado los asuntos rumanos con Richard Franasovici y Grigore Gafencu y había dado su apoyo a la causa rumana, informó a los Aliados de las pretensiones de Tătărescu.
Este más tarde comparó sus esfuerzos diplomáticos con los de Barbu Știrbey (que había tratado en sus conversaciones en El Cairo de alcanzar un acuerdo únicamente con los Aliados occidentales, en vez de negociar con los soviéticos). Aunque al principio Iuliu Maniu y Dinu Brătianu rechazaron su iniciativa ya que preferían apoyar las negociaciones de Știrbey, Tătărescu consiguió más adelante su colaboración cuando Știrbey fracasó. Los dos partidos tradicionales encabezados por Maniu y Brătianu aceptaron entonces formar una alianza junto con el PCR, el Partido Socialdemócrata Rumano, el Frente de Labradores y el Partido Campesino Socialista: se creó así en junio de 1944 el Bloque Democrático Nacional (BND), inestable y de corta duración. El BND logró derrocar a Antonescu mediante un atrevido golpe de mano del rey Miguel en agosto de 1944, que arrestó al dictador durante una audiencia real.

## La alianza con los comunistas

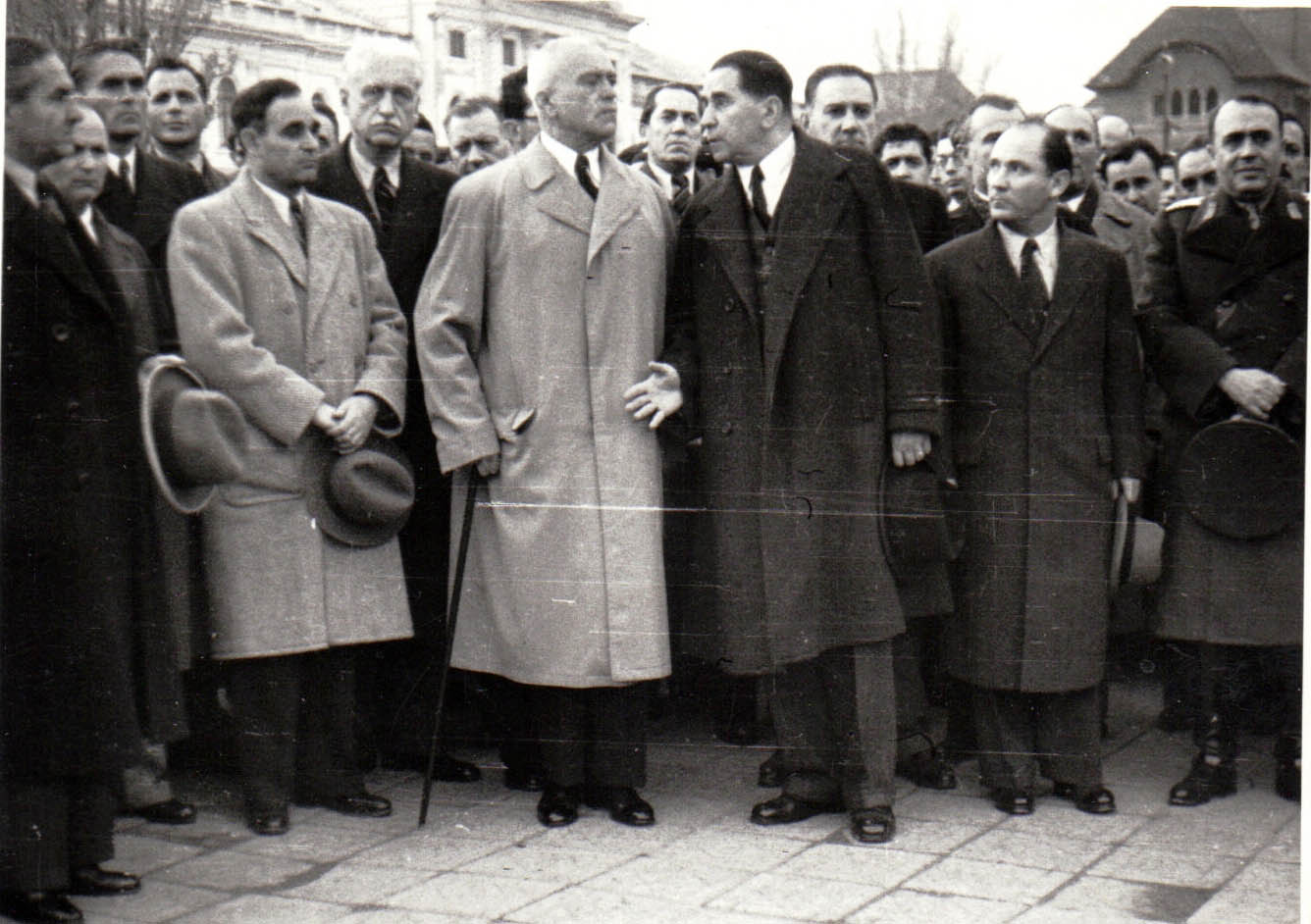
Tătărescu aliado de los comunistas: manifestación de dirigentes de la izquierda rumana en noviembre de 1945. En el centro, con gabardina y bastón, Groza; a su derecha, Gheorghiu-Dej y Tătărescu, dirigiéndose a Groza.

Tătărescu volvió al PNL avanzado 1944, una vez que el ejército soviético había entrado en Rumanía. Después de que el país cambiase de bando en la guerra, los partidos políticos volvieron a ser legalizados. De nuevo, sin embargo, Tătărescu se encontraba opuesto a los dirigentes del partido Dinu y Gheorghe I. Brătianu y decidió escindirse de la formación con sus partidarios a finales de junio y principios de julio de 1945. Dinu Brătianu reunió a la dirección del PNL y expulsó a Tătărescu y a sus seguidores, tachándolos de defensores de los regímenes dictatoriales.
El PCR, que crecía en influencia gracias al respaldo soviético aunque sin gozar de gran simpatía popular, comenzó a buscar alianzas políticas que reforzasen su poder. Entonces Tătărescu proclamó que su grupo era un partido de izquierda y orientación social-liberal a la vez que trataba de mantener una postura intermedia en la política del país, abogando por estrechar las relaciones de la nación tanto con la Unión Soviética como con los aliados occidentales. N. D. Cocea, destacado socialista que se había unido al PNL, representaba la fracción del partido que defendía las conversaciones con el PCR para formar una liga entre ambas formaciones. El acuerdo, defendido por Ana Pauker fue, sin embargo, rechazado de plano por otro miembro de la dirección comunista, Lucrețiu Pătrășcanu, quien prefería «distinguir entre los grupos burgueses» y colaborar con el grupo mayoritario del PNL, a la vez que tildaba al grupo de Tătărescu de «pandilla de embusteros, chantajistas y conocidos sobornadores».
Tătărescu fue nombrado ministro de Asuntos Exteriores y vice primer ministro en el Gobierno de Petru Groza cuando este llegó al poder por las presiones de los soviéticos a comienzos de marzo de 1945. Su partido obtuvo otras cuatro carteras en el Consejo de Ministros: Hacienda (que desempeñaron sucesivamente tres miembros de la agrupación, siendo Alexandru Alexandrini el último), Obras Públicas (Gheorghe Vântu), Industria (Petre N. Bejan) y Asuntos Religiosos (Radu Roșculeț). Ayudó de forma indirecta al PCR a consumar el fraude electoral de las elecciones generales de 1946 al no responder a la petición estadounidense para organizar unas elecciones libres. Aceptó además presentarse conjuntamente con el bloque dominado por el partido comunista en abril a las elecciones que finalmente se celebraron, con retraso, en noviembre.
En la Conferencia de Paz de París, a la que lo acompañaron los dirigentes comunistas Gheorghe Gheorghiu-Dej y Pătrășcanu, Tătărescu aceptó la desaparición de la  «Gran Rumanía», como quedó reflejado en el nuevo tratado de paz de 1947.

## A partir de 1947
El conflicto entre el partido de Tătărescu y el PCR se desató al convertirse la agrupación de nuevo en PNL y proclamar su defensa de la propiedad privada y de la clase media en junio y julio de 1945 y su deseo de cambiar el nuevo régimen. Tătărescu declaró:

No soy comunista. Teniendo en cuenta mi punto de vista sobre la humanidad, la sociedad y la propiedad, no puedo serlo. Así, la nueva orientación de política exterior que pido para mi país no puede decirse que se deba a ciertas afinidades o simpatías por alguna doctrina.

Más tarde, Gheorghiu-Dej declaró sobre la relación entre su partido y el de Tătărescu: «Teníamos que tolerar junto a nosotros a un grupo de burguesía capitalista, el grupo de Tătărescu».
Tătărescu, sin embargo, siguió mostrando su apoyo por algunas medidas del PCR: en el verano de 1947 condenó la postura de los EE. UU., que habían protestado por la represión de la oposición. A la vez, no obstante, presentó sus propias críticas al gobierno de Groza, que le acarrearon duros ataques de la prensa del PCR, dirigida por Miron Constantinescu.
A continuación fue acusado de negligencia en el desempeño de su cargo durante el juicio político a Iuliu Maniu (véase Caso Tămădău), indicándose que varios funcionarios de su ministerio habían conspirado contra el Gobierno. El Scînteia, portavoz oficial del PCR, clamó sobre los cargos del PNL-Tătărescu en el Gobierno: «¡La podredumbre se extiende por doquier! ¡Tiene que ser eliminada!».
En septiembre Tătărescu se vio obligado a despedir a cientos de empleados del ministerio y el 5 de noviembre el Parlamento aprobó una moción de censura contra él. Tătărescu dimitió al día siguiente y fue sustituido por la comunista Ana Pauker, a la vez que sus compañeros liberales abandonaban también el Gobierno. Durante los dos meses siguientes, fue arrinconado en su partido por presiones comunistas, y perdió su dirección en enero de 1948 (lo sustituyó Petre N. Bejan, cuyo nombre adoptó el partido, que pasó a llamarse Partido Nacional Liberal-Petre N. Bejan). Uno de sus últimos actos como miembro del Gobierno había sido la firma del documento por el que el que Rumanía rechazaba formalmente el Plan Marshall.
Tras la proclamación de la República Popular de Rumanía el 30 de diciembre de 1947, la existencia de todos los partidos excepto del PCR fue puramente formal y, tras las elecciones del 28 de marzo de 1948 se aprobó una ley que permitía un único partido.  Tătărescu fue arrestado el 5 de mayo de 1950, y trasladado a la infame prisión de Sighet, junto con tres de sus hermanos —entre ellos Ștefan Tătărescu— y su antiguo colaborador Bejan. Su hijo Tudor, que residía en París, comenzó a sufrir de esquizofrenia a partir de 1950 y hubo de ser ingresado en una institución mental, donde murió en 1955. Sandra Tătărescu Negropontes fue encarcelada también en 1950 y liberada tres años más tarde, tras la muerte de Iósif Stalin.
Una de las últimas apariciones en público de Gheorghe Tătărescu fue durante el juicio de Lucrețiu Pătrășcanu en 1954, en el que testificó por la acusación, declarando que Pătrășcanu se había infiltrado en el PCR cuando él presidía el Gobierno (Pătrășcanu fue absuelto póstumamente). Liberado en 1955, Tătărescu murió en Bucarest en menos de dos años. Según Sanda Tătărescu Negropontes, su muerte se debió a la tuberculosis que había contraído en prisión.